# Івано-Франківська єпархія УПЦ (МП)
Івано-Франківська єпархія (також Івано-Франківська і Коломийська єпархія) — єпархія УПЦ (МП) на території Івано-Франківської області з центром в Івано-Франківську. Очолюється єпископом Никитою (Сторожуком).

## Історія
У листопаді 2022 року співробітники СБУ провели обшуки в єпархіальному управлінні та храмі УПЦ (МП) в Івано-Франківську.
23 листопада 2022 архімандрита Никиту (Сторожук) синод УПЦ (МП) обрав архієреєм Івано-Франківської єпархії УПЦ (МП) замість митрополита Івано-Франківського і Коломийського Серафима, що втік до Росії.

## Устрій
Станом на 2022 рік у обласній єпархії діяло 22 парафії. Кафедральним собором є Церква Різдва Христового в Івано-Франківську. Єпархіальне управління розташоване за адресою Івано-Франківськ, с. Крихівці, вул. Виноградна, 10.

## Керівні архієреї
- Феодосій Дикун, архієпископ Івано-Франківський і Коломийський (20 березня 1990 — 29 вересня 1991)
- Агафангел Саввін, митрополит Івано-Франківський і Коломийський (7 серпня — 7 вересня 1991)
- Іларіон (Шукало), єпископ Івано-Франківський і Коломийський (29 вересня 1991 — 22 січня 1992)
- Онуфрій (Березовський), єпископ Івано-Франківський і Коломийський (23 січня — 7 квітня 1992)
- Миколай (Грох), архієпископ Івано-Франківський і Коломийський, до 1999 єпископ (29 липня 1992 — 18 жовтня 2007)
- Пантелеймон (Луговий), архієпископ Івано-Франківський і Коломийський (19 жовтня 2007 р. — 23 грудня 2014)
- Тихон (Чижевський), єпископ Івано-Франківський і Коломийський (28 грудня 2014 — 14 липня 2018)
- Філарет (Кучеров), архієпископ Львівський і Галицький, в.о. (16 липня 2018 — 25 вересня 2018)
- Серафим (Залізницький), митрополит Івано-Франківський і Коломийський (з 25 вересня 2018 — 23 листопада 2022)
- Веніамін (Міжінський), архієпископ Хотинський, вікарій Чернівецької єпархії, в.о. (9 березня 2022 — 23 листопада 2022)
- Никита (Сторожук), єпископ Івано-Франківський і Коломийський (з 4 грудня 2022 )